# Yamaha Bolt
La Yamaha Bolt, chiamata anche Yamaha XV 950 o Yamaha Star Bolt, è una motocicletta prodotta dalla casa motociclistica giapponese Yamaha Motor dal 2013.

## Descrizione

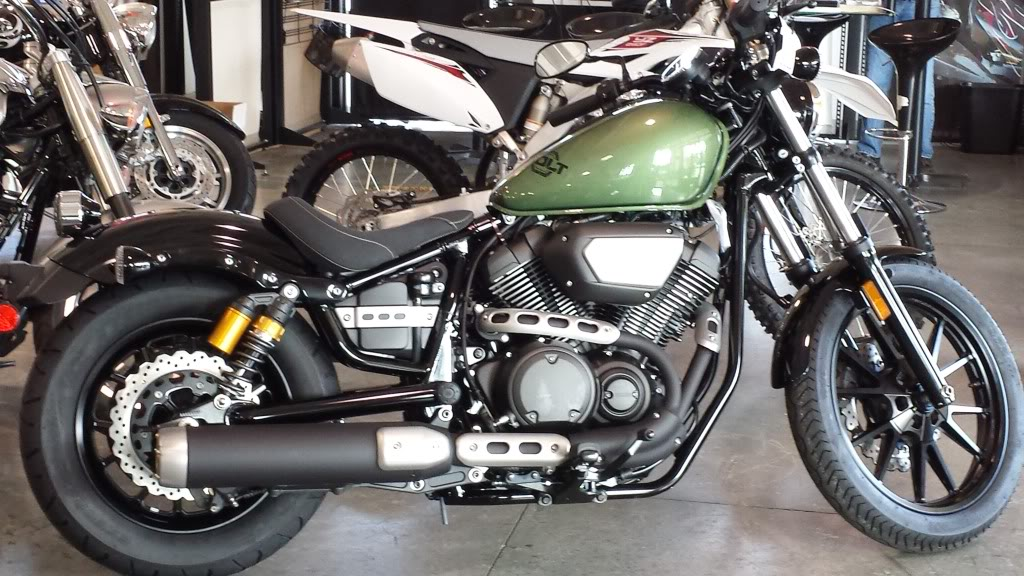
Bolt R-Spec

La moto ha un motore con una cilindrata di 942 cm³, bicilindrico a V di 60° raffreddato ad aria a 4 tempi, con distribuzione del tipo SOHC e 4 valvole per cilindri, con il telaio che è del tipo a doppia culla in acciaio. Il modello è fornito di ABS, controllo di trazione, frizione anti slittamento.